# Veta (cràter)
|  | No s'ha de confondre amb Vega (cràter) o Vera (cràter). |

Veta és un cràter d'impacte en el planeta Venus de 6,4 km de diàmetre. Porta el nom d'un antropònim romanès, i el seu nom va ser aprovat per la Unió Astronòmica Internacional el 1997.